# Wenden Lofts
Wenden Lofts är en civil parish i Uttlesford i Essex i England. Orten har 72 invånare (2001).